# Escull de Fiery Cross
L'Escull de Fiery Cross (en xinès: 永暑岛; en tagal: Kagitingan; en vietnamita: Đá Chữ Thập) es refereix a un grup de tres esculls en la vora occidental de Dangerous Ground a les Illes Spratly del Mar de la Xina Meridional.
El 2014 la República Popular Xina es va iniciar l'activitat de guanys de terres al mar, transformant l'espai en una illa artificial d'aproximadament 230 hectàrees.
La zona està controlada per Xina (República Popular Xina) (com a part de Sansha) però també és reclamada per Filipines (com a part de Kalayaan, Palawan), Vietnam i la República de la Xina.
El territori ha estat ocupat per la República Popular Xina des de 1988, quan va instal·lar una " estació d'observació Marina de la Unesco".
Hi havia al voltant de 200 tropes xineses en l'escull a finals de 2014, encara que aquest nombre és probable que hagi augmentat significativament el 2015 amb la incorporació de personal de suport per a la nova base aèria i el lloc de radar d'alerta primerenca associat.
Durant 2014 el govern de la República Popular Xina va començar les obres per a la construcció d'una gran illa artificial per albergar una pista d'aterratge i un port marítim al·legant que altres països tenen projectes similars a l'àrea.